# Ipnavik
La rivière Ipnavik est un cours d'eau d'Alaska, aux États-Unis située dans l'Alaska North Slope. C'est un affluent de la rivière Colville.

## Description
Longue de 68 milles (109 km), elle prend sa source dans la chaîne Brooks et coule en direction du nord-est pour rejoindre la rivière Colville à 50 milles (80 km) d'Howard Pass, dans l'Alaska North Slope.

## Histoire
La rivière porte un nom eskimo qui signifie le lieu où les jeunes mouflons sont élevés. Ce nom a été référencé pour la première fois en 1925 par Gerald Fitzgerald de l'United States Geological Survey comme étant Ipnavak.